# 여행을 대신해 드립니다
《여행을 대신해 드립니다》는 2025년 8월 2일부터 방송 중인 채널A 토일 드라마다.

## 기획의도
인생에서 한 번도 센터였던 적 없는 아이돌 출신 여행 리포터가 의뢰받은 여행들을 대신해 주며 진정한 성공과 삶의 의미를 깨달아 가는 과정을 그린 본격 힐링 트립 감성 드라마

## 등장 인물

### 주요 인물
- 공승연 : 강여름 역 - 전직 아이돌, 전직 여행 리포터. 시완의 첫사랑이자 옛연인.
- 유준상 : 오상식 역 - 오구 엔터 대표, 20대는 복서, 30대는 (사실 보디가드에 가까운)매니저. 40대는 엔터테인먼트 회사 대표로 인생의 변곡을 굵직하게 뽑은 남자.
- 김재영 : 이연석 역 - 촬영 및 편집 담당, 명문대 공대 졸업, 대기업 입사까지 모범생 테크만 따라온 전형적인 (?) 강남 키즈 같지만, 입사 일년 만에 회사 때려 치우고 영화과에 입학하며 가문에서 축출당한 내놓은 자식 출신 영화감독 지망생.
- 홍수현 : 유하나 역 - 오구 엔터 재무이사, 말이 재무이사지, 사실은 직원 넷이 전부인 오구 엔터의 경리 담당 미혼 직원.
- 오현중 : 현바람 역 - 오구 엔터 기획실장, 명함은 분명 기획실장인데, 하는 일은 주로 운전, 매니저 겸 잡다한 회사 업무 총괄.

### 오구 엔터 관계자들
- 유지연 : 양선아 역 - 오상식 대표의 전부인이자 영원한 채권자
- 강동호 : 차시완 역 - 오구 엔터 출신의 스타, 여름의 첫사랑이자 옛연인.
- 박보연 : 고은채 역 - 오구 엔터의 걸그룹 '플라워'의 독보적 센터 출신, 모두가 부러워하는 스타.
- 유수정 : 한유리 역 - 여름, 은채와 함께 '플라워' 멤버로 활동하다가 팀 해체 후, 동대문에서 제2의 인생을 개척한 생활력 만렙 사장님.
- 동현배 : 송상훈(송 피디) 역 - KVC 방송국 PD, 여름의 리포터 시절을 책임졌(다고 쓰고 괴롭혔다고 읽는다)던 장본인.

### 여행의 인연들
- 김혜화 : 케이트 스콧 역 - 대리여행사 '썸머'의 1호 고객, 여름이의 프로그램이 폐지되고 모든 꿈이 사라진 순간, 덴버에서 낡은 염주 팔찌가 담긴 편지를 보내 처음으로 대리 여행을 의뢰한 장본인.
- 진구 : 이정우 역 - 모든 것이 베일에 싸인 여행 의뢰인
- 하석진 : 차영훈 역 - "꼭 그날, 제가 거기 있는 것처럼 여행해주세요."라며 10년도 더 된 낡은 여행 계획표를 건넨 심장외과 의사
- 남기애 : 성이화 역 - 뷰티 업계의 살아있는 전설이자 대리여행사 '썸머'의 의뢰인, 과거 여름이 진행하던 '하루여행'을 후원한 협찬사 회장.
- 토모사카 리에 : 사토 하루코 역 - 여름의 여행에 운명처럼, 혹은 악연처럼 자꾸만 나타나는 알쏭달쏭한 여자.
- 지니 역 - 인생 2회차 같은 품격을 지닌 골든 리트리버

### 기타 인물
- 박성일 : 시국 역
- 이일화 : 안 사장 역
- 임도윤
- 서재우
- 이유빈

### 특별출연
- 정만식 : 마을주민 역

## 참고 사항
- 시즌2 제작이 확정되었고 시즌1은 2025년 일본 NHK와 동시 방영 예정이다.[1]
- 김혜화와 김재영은 2024년에 방송된 SBS 금토드라마 지옥에서 온 판사 이후로 9개월 만에 재회하는 작품이다.

## 같이 보기
- 대한민국의 텔레비전 드라마 목록 (ㅇ)
- 2025년 대한민국의 텔레비전 드라마 목록